# إليانور هالويل أبوت
إليانور هالويل أبوت (أو السيدة فورديس كوبورن) (22 سبتمبر 1872 - 4 يونيو 1958)، كاتبة أمريكية معروفة. كتبت في جريدة منزل السيدات.
لم ترزق إليانور بأولاد. توفيت عام 1958 في بورتسموث (نيوهامشير).

## نشأتها
ولدت إليانور هالويل أبوت في 22 أيلول (سبتمبر) 1872، في كامبريدج (ماساتشوستس). كانت إليانور ابنة رجل الدين إدوارد أبوت وكلارا دافيس، 
التي كانت تحرر مجلة «عالم أدبي»؛ وهي حفيدة مؤلف أدب الأطفال الشهير جاكوب أبوت. 
نشأت إليانور هالويل أبوت محاطةً بشخصيات أدبية ودينية بفضل والدها وجدّها. أدى ذلك معرفتها العديد من الشخصيات الأدبية أمثال هنري وادزورث لونغفيلو وروبرت لويل. 
نشأتها في منزل الطفولة كانت مميزة مفعمة بالفكر الديني ومحاطة بالأدباء.
بعد التحاقها بعدد من المدارس الخاصة في كامبردج، أخذت بعض الدورات في كلية رادكليف. 
بعد انهائها الدراسة، عملت سكرتيرة ومعلمة في مدرسة ولاية لويل. 
هنا، بدأت بكتابة الشعر والقصص القصيرة، لكنها لم تحرز نجاحاً يذكر في البداية. لم يكن ذلك حتى قبلت مجلة هاربر نشر قصيدتين من قصائدها. قاد ذلك إلى فوزها بثلاث جوائز للقصة القصيرة.

## عملها في الأدب
عام 1908، تزوجت أبوت من الدكتور فورديس كوبورن وانتقلت للعيش معه في ويلتون (نيو هامبشاير). 
كان الدكتور كوبورن مستشاراً طبياً في مدرسة لويل الثانوية وكان يساعد زوجته في الكتابة. 
بعد انتقالها بفترة قصيرة، قبلت العديد من المجلات واسعة الانتشار نشر أعمالها. فقد نشرت مجلة هاربر اثنتين من قصائدها عام 1909. بعد ذلك نشرت خمسة وسبعين قصة قصيرة وأربع عشرة رواية رومانسية. كتبت «أن تكون صغيراً في كامبردج عندما يكون الجميع كباراً» وهي سيرة ذاتية كتبتها أبوت عن طفولتها في كامبردج.

تميّزت أبوت بأسلوب فريد وكانت تهدف لتحقيق العفوية والأصالة. كتبت بحيوية فائقة وصور مذهلة. لم تسمح أبوت بنشر أعمالها إلا إن كانت تحبها بنفسها فعلاً. كان مصدر قلقها الرئيسي أثناء الكتابة هو استخدام مشاعرها الخاصة عن القصة التي تعمل عليها. 
بسبب فرادة أسلوبها، علّق العديد من النقاد أنه على الرغم من أن أعمالها ساحرة، إلا أنك تشعر بكونها متكلفة أحياناً. 
على الرغم من ذلك، تكشف أعمال أبوت ابتعادها عن قسوة بيئة نيو إنجلاند المحيطة، حيث كانت تعمل.
تحتفظ مكتبة جامعة نيوهامبشاير بأبحاث إليانور أبوت في مجموعاتٍ ميلني خاصة. تتكون المجموعة بشكلٍ أساسي من مخطوطات قصص أبوت القصيرة.

## أعمال مختارة
- Molly Make-Believe 1910

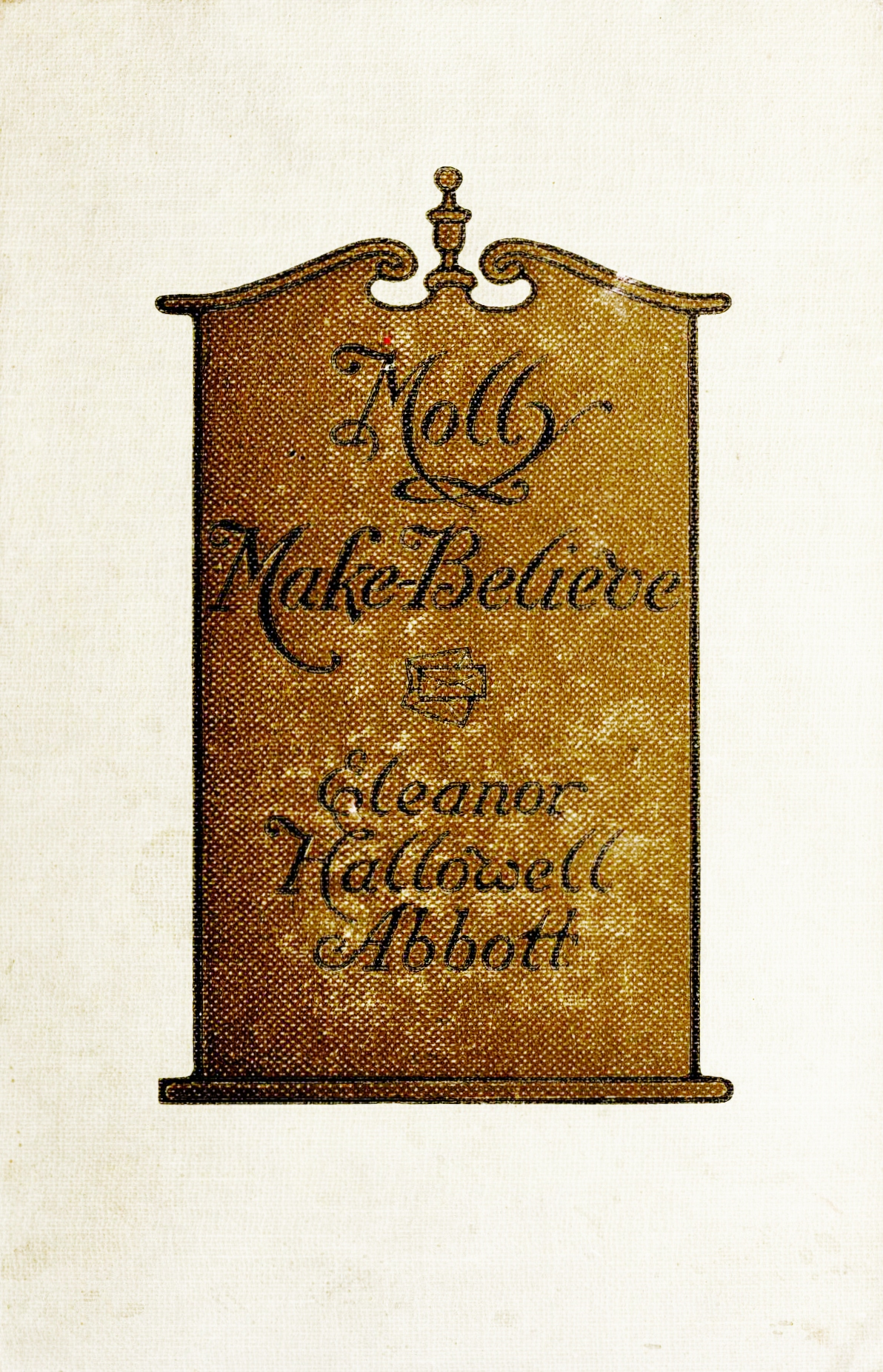
غلاف أول طبعة من كتاب Molly Make-Believe, 1910

- The Sick-a-Bed Lady (وقصص أخرى) 1911
- The White Linen Nurse 1913 - ممرضة الكتان الأبيض
- Little Eve Edgarton 1914 - إيف إدغارتون الصغيرة
- The Indiscreet Letter 1915 - الحرف الأرعن
- The Ne'er Do Much 1918
- Love and Mrs. Kendrue 1919 - الحب والسيدة كيندرو
- Old-Dad 1919 - والدي العجوز
- Peace on Earth, Good-will to Dogs 1920
- Rainy Week 1921 - أسبوع ماطر
- Silver Moon 1923 - قمر فضي
- But Once A Year: Christmas Stories 1928 مرة واحد في السنة فقط: حكايا عيد الميلاد
- Being Little in Cambridge when Everyone Else was Big 1936 - أن تكون صغيراً في كامبريدج عندما يكون الجميع كباراً

## وصلات خارجية
- إليانور هالويل أبوت على موقع IMDb (الإنجليزية)

- مؤلفات Eleanor Hallowell Abbott في مشروع غوتنبرغ
- أعمال أو نبذة عن إليانور هالويل أبوت على أرشيف الإنترنت
- أعمال إليانور هالويل أبوت في ليبري فوكس